# Університет Верхнього Ельзасу
Університет Верхнього Ельзасу (фр. Université de Haute-Alsace) — французький університет, що відноситься до академії Страсбург. Верхній Ельзас — історична назва південної частини Ельзасу, яка приблизно відповідає нинішньому регіону Верхній Рейн.

## Короткий опис
В університет входять 4 факультети, 2 інститути, 2 вищі школи і університетський освітній центр. В Університеті Верхнього Ельзасу навчається близько 8 тисяч студентів.

## Основні напрямки освіти
- Філологія, мови та гуманітарні науки
- Управління та бізнес
- Право та суспільні науки
- Науки і технології

В університеті є три кампуси: два в Мюлузі (кампус Ілльберг і кампус Ла Фондері) і один в Кольмарі, він розбитий на дві частини: Грілленбрейт в центрі міста і Біополе на півдні. Національна вища школа хімії Мюлуз була інтегрована до університету у 2006 році після того, як в результаті вибуху в одній з лабораторій значна частина школи була зруйнована.